# Apache-Point-Observatorium

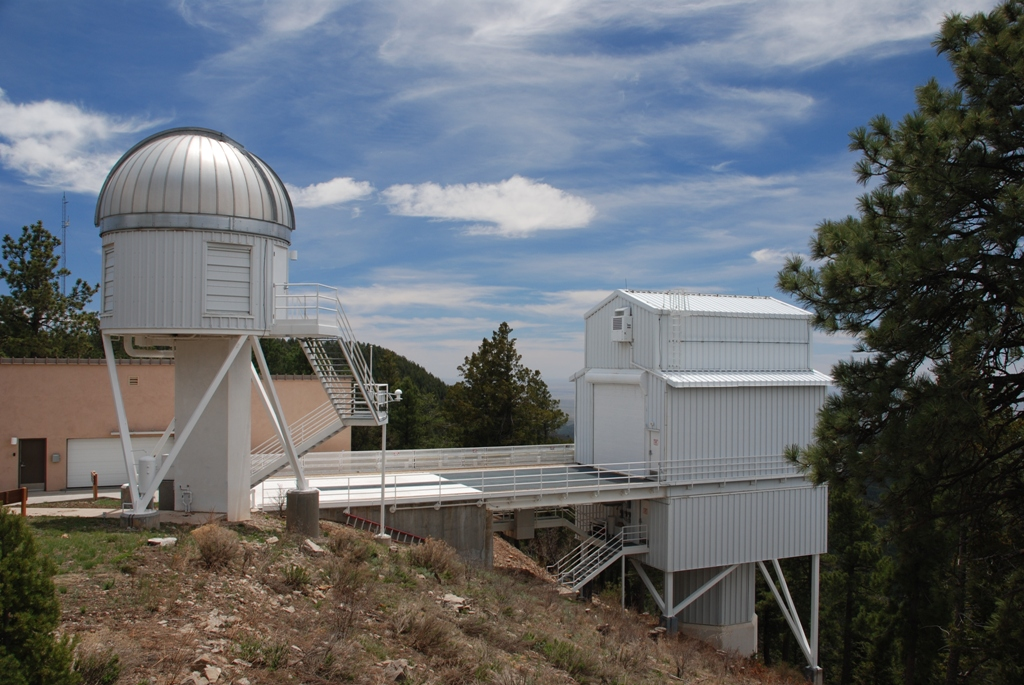
Gebäude des SDSS und des Ein-Meter-Teleskops

Das Apache-Point-Observatorium (APO) befindet sich in den Sacramento Mountains bei Sunspot, New Mexico, USA und liegt 2788 m hoch.
Die Instrumente der Sternwarte:
- 3,5-Meter-Teleskop des Astrophysical Research Consortium, das ab 1985 gebaut wurde, aber erst im November 1994 voll funktionsfähig war
- 2,5-Meter-Teleskop des Sloan Digital Sky Survey, seit 2000 in Betrieb
- 1,0-Meter-Teleskop der New Mexico State University, 1994 fertiggestellt